# Baccalà alla lucana

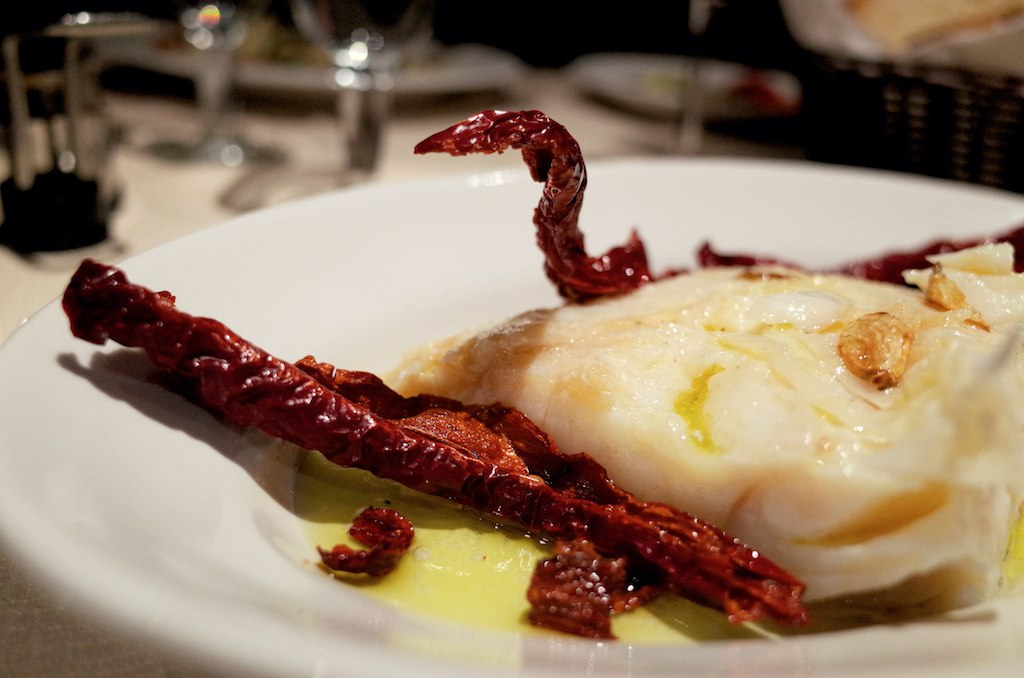
Bacalhau à lucana servido em restaurante

Bacalhau à lucana (em italiano: baccalà alla lucana) é um prato típico da Basilicata, região do sul da Itália, particularmente difundido nas áreas do município de Avigliano, por esse motivo também conhecido como bacalhau à avigliano (em italiano: baccalà alla aviglianese).

## História
O bacalhau faz parte da história da região da Lucania e constituí um alimento muito popular à base de peixe no interior das regiões montanhosas que estão longe do mar. Isso se deve ao fato de ser simples de armazenar e transportar, o que o coloca como uma alternativa aos pratos à base de carne.

## Preparação
O bacalhau lucaniano é preparado com a adição de pimentão seco e crocante (em italiano: peperoni cruschi) e temperado com óleo de oliva e salsa. Existe também uma variante menos comum feita com pimentão no óleo ou no vinagre.